# Vicuña Mackenna (estación)
Vicuña Mackenna es una estación de combinación ferroviaria que forma parte de la red del Metro de Santiago de Chile. 
La estación de la Línea 4 y Línea 4A está ubicada en la faja central de la trinchera de la autopista Vespucio Sur y antecedida por la estación Santa Julia, mientras que la estación de línea 4 está ubicada en la parte inferior de la autopista, entre las estaciones Macul y Vicente Valdés. La estación se ubica en la comuna de La Florida.
La estación se encontró cerrada desde el 18 de octubre de 2019, debido a los daños ocurridos en la red del metro durante la serie de protestas por el alza de la tarifa. La detención de la línea 4 reabrió el 18 de noviembre, mientras que la parada de la línea 4A reabrió el 25 de noviembre.

## Entorno y características
En el entorno inmediato de la estación, se encuentra el Mall Plaza Vespucio hacia el oriente, un local de Homecenter Sodimac al poniente; cercanos están también los hipermercados Líder y Tottus y la tienda Alistore donde se encuentra anteriormente el extinto supermercado Montserrat, dentro de una zona residencial y comercial, de gran tráfico vehicular por el paso de la Autopista Vespucio Sur y la inmediata avenida Vicuña Mackenna. También está cerca la Defensoría local de La Florida. Su flujo de pasajeros es moderado-alto, debido principalmente por el gran flujo de transeúntes que atrae los lugares ya mencionados. La estación posee una afluencia diaria promedio de 18 940 pasajeros.
Cabe destacar, que esta estación es distinta a todas las demás estaciones de la red, puesto que tenía 5 vías y 4 andenes pensando en recorridos Tobalaba - Puente Alto y Tobalaba - La Cisterna a través del ramal 4A, plan que nunca se concretó quedando la vía central prácticamente sin uso comercial. Pero desde marzo de 2013 con una nueva remodelación solo existe un gran andén central, en el cual pueden ser abordados trenes en dirección Tobalaba y Puente Alto, siendo estos por la puerta izquierda de la dirección del tren, contrario a toda la red.

### Accesos
| Acceso | Intersección                               |
| ------ | ------------------------------------------ |
| A      | Autopista Vespucio Sur con Julio Vildósola |

## Origen etimológico
Su nombre se debe a la proximidad de la estación con la avenida Vicuña Mackenna, la que se ubica unos metros más al poniente por avenida Américo Vespucio.
El nombre de la calle recuerda a Benjamín Vicuña Mackenna, político que ejerció como intendente de Santiago entre 1872 y 1875 y como parlamentario en diversos periodos. Fue candidato presidencial para las elecciones presidenciales de 1876, siendo derrotado por Aníbal Pinto.

## Galería

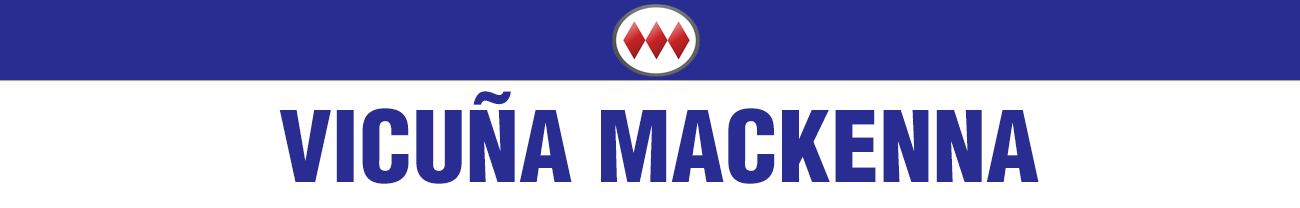
Cenefa utilizada actualmente en los andenes de la Línea 4.
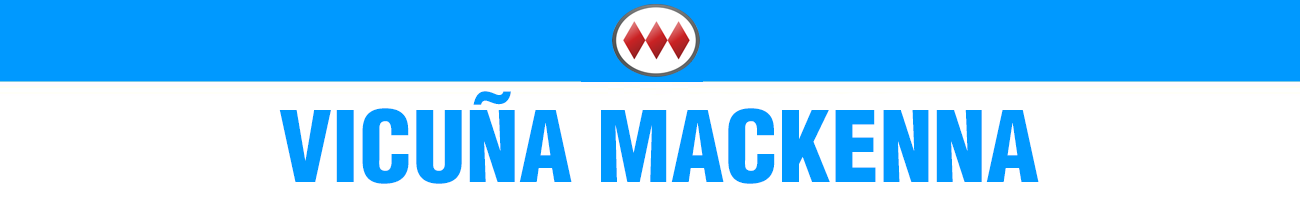
Cenefa utilizada actualmente en los andenes de la Línea 4A.
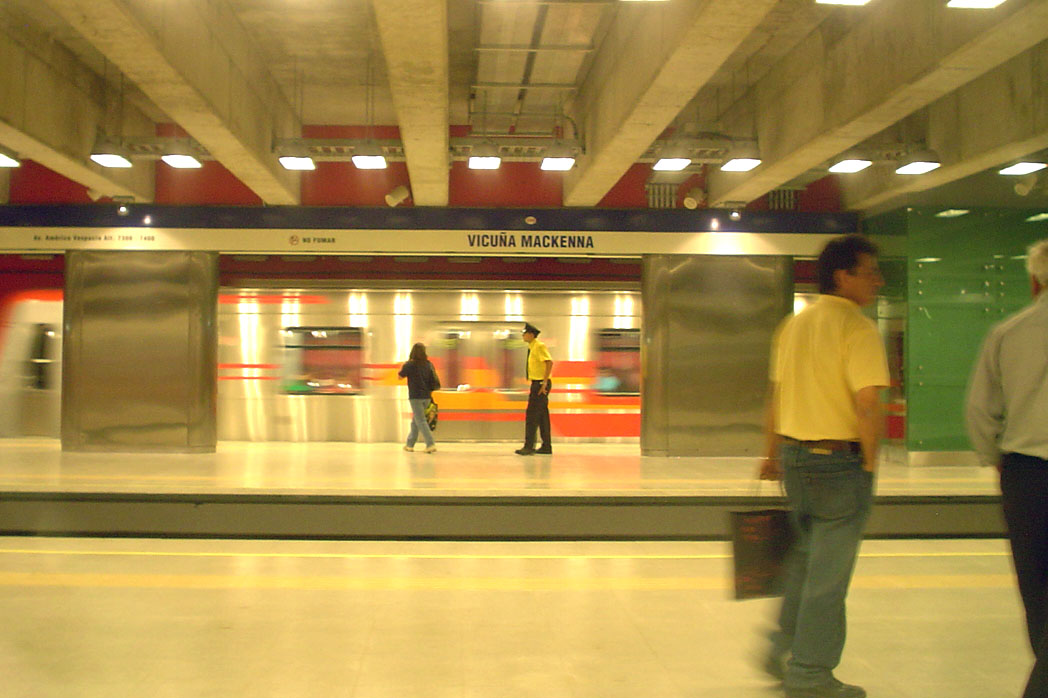
Estación Vicuña Mackenna en Línea 4 antes de su remodelación.
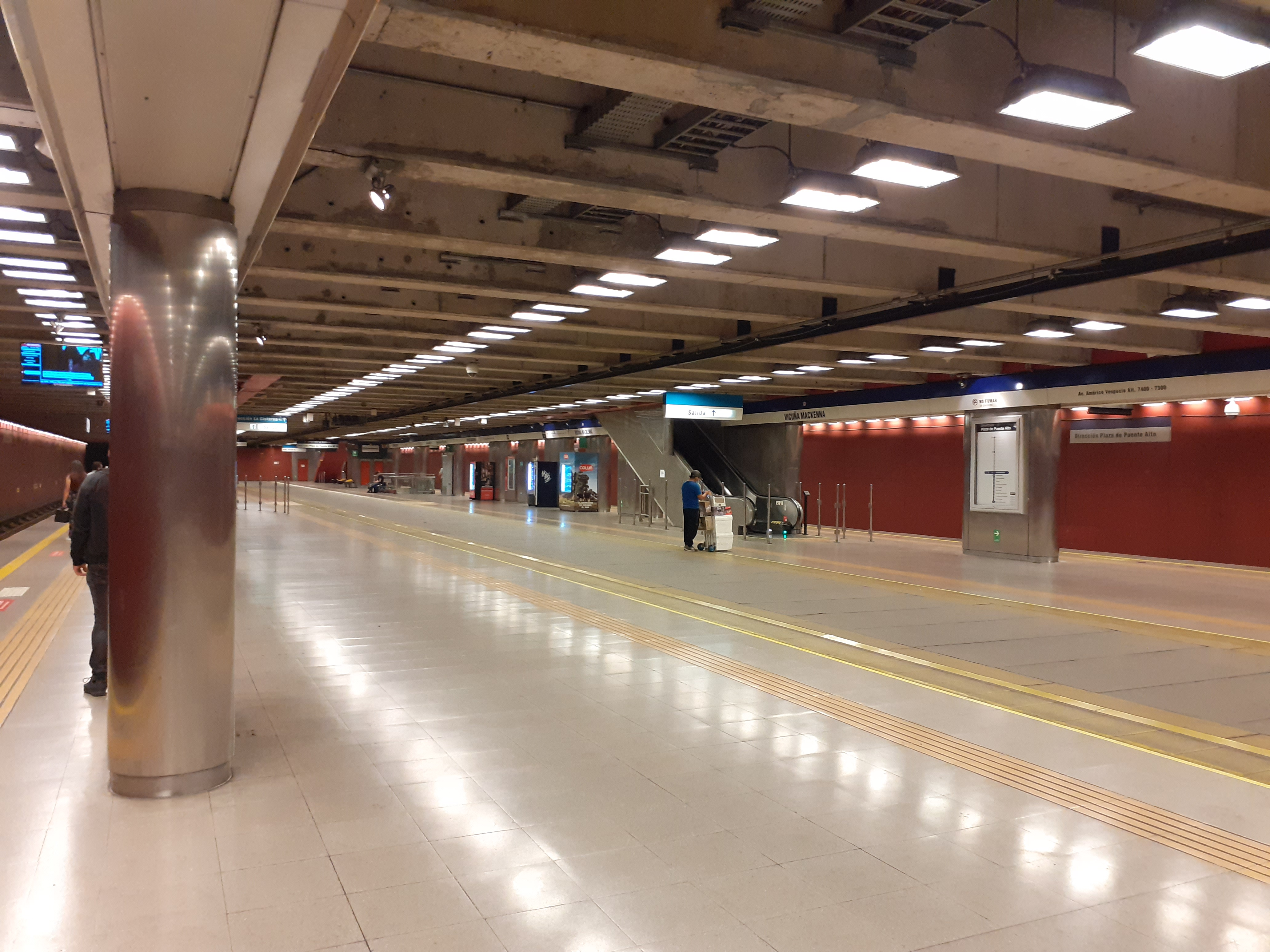
Estación Vicuña Mackenna en Línea 4 después de su remodelación

## Conexión con Red Metropolitana de Movilidad
La estación posee 2 paraderos de la Red Metropolitana de Movilidad en sus alrededores (sin la existencia del paradero 2), los cuales corresponden a:
| Paradero/ Código                          | Recorridos |
| ----------------------------------------- | --- |
| Parada 1 / Metro Vicuña Mackenna (PE1296) | 118 (Maipú) - 225 (Bahía Catalina) - 325 (Gabriela) - D13 (Metro Bellavista de La Florida) - E05 (Metro Bellavista de La Florida) - E06 (Metro Bellavista de La Florida) - E17 (Metro Bellavista de La Florida) |
| Parada 3 / Metro Vicuña Mackenna (PE1304) | 322 (Jardín Alto) - 323 (La Loma) - D13 (Metro Irarrázaval) - E07 (Rojas Magallanes) - E08 (Diego Portales) - E13 (Gabriela) - E14 (San José de La Estrella) - E15c (Gabriela) - E18 (Hospital Padre Hurtado)   |